# Staré Hradisko
Staré Hradisko je nejvýznamnější keltské oppidum na Moravě. Nachází se na východním okraji Drahanské vrchoviny, asi jeden kilometr východně od obce Malé Hradisko v okrese Prostějov v Olomouckém kraji, na kopci nad osadou Okluky, zhruba v polovině cesty mezi Prostějovem a Boskovicemi. V minulosti procházela nedaleko oppida historická obchodní cesta Jantarová stezka. Dodnes patrnými mohutnými hradbami opevněná poloha na izolovaném ostrohu mezi dvěma vodními toky (Oklukou a jejím bezejmenným pravobřežním přítokem, tekoucím od Malého Hradiska) měla rozlohu asi 37 hektarů. Pozůstatky oppida jsou chráněny jako kulturní památka. Oblast je volně přístupná a je doplněna naučnou stezkou s informačními panely.
Tato poloha byla vybrána pro svoji blízkost ke zdrojům minerálů, komunikačních linií a také možná vegetaci využité při jeho stavbě.

## Historie oppida
Již před stavbou oppida se na lokalitě nacházelo výšinné hradiště ze starší doby železné.

### Výzkumy
Oppidum náleží k nejznámějším a nejdůležitějším keltským lokalitám na Moravě, významným i v širším středoevropském prostoru. Místo je známo již od středověku, a to nálezy jantaru, který se zde vyskytuje v hojné míře. První zmínka o „hoře Kadidlné“ pochází ze zemských desk olomouckého kraje z roku 1519. V kronice olomouckého biskupa Jana Dubravia, předního moravského humanisty, vydané v roce 1552 je zmínka o nálezech myrrhy „in loco, cui Gradisco nomen“ („v místě, které se nazývá Hradisko“). Lokalita se pod označením „Hradisco, ubi myrrha effoditur“ („hradisko, kde je nacházena myrrha“) na Komenského mapě Moravy z roku 1627.
Historické zmínky svědčí o bohatých nálezech jantaru, ale postupem času byla věnována pozornost i jiným druhům nálezů, především mincím a kovovým předmětům, počíná se objevovat i odborný zájem o lokalitu. Ten vyústil v amatérské výzkumy boskovických rodáků Františka Lipky a Karla Snětiny před první světovou válkou a ve 20. letech minulého století a tyto výzkumy zase podnítily zájem profesionálních archeologů a nakonec i systematický archeologický výzkum, který v letech 1934–1937 prováděl společně Státní archeologický ústav v Praze pod vedením Jaroslava Böhma a Moravské zemské muzeum v Brně, zastoupené J. Skutilem. Při velkoryse a průkopnicky pojatých výzkumných pracích (badatelé zde realizovali první plošný výzkum v historii československé archeologie) byly odkryty rozsáhlé plochy uvnitř hradeb, bylo prozkoumáno vnější i vnitřní opevnění včetně brány do předhradí; velký důraz byl kladen na perfektní terénní dokumentaci a v neposlední řadě na spolupráci jiných, především přírodovědných disciplín (např. rozbor osteologického a paleobotanického materiálu, pedologický rozbor, analýzy skleněných předmětů a grafitové keramiky, letecké snímkování – to bylo na lokalitě provedeno v českých zemích vůbec poprvé). Výzkum byl přerušen patrně v důsledku pohnutých událostí roku 1938 a následného válečného období a obnoven byl teprve v 60. a 70. letech, kdy lokalitu – obdobně velkoryse – zkoumali Jiří Meduna a v 80. a 90. letech pak Miloš Čižmář, který na předchozí odkryvy plynule navázal.

## Stavební podoba
Díky tomu na západním předhradí byla odkryta souvislá plocha větší než jeden hektar (z celé hradbami obehnané plochy o výměře 37,5 hektaru jsou na různých místech prozkoumány celkem dva hektary plochy), což umožnilo získat dostatečné poznatky o formě zástavby, charakteru komunikací a ve spojení s průzkumem fortifikace i o charakteru opevňovacího systému a v neposlední řadě o chronologickém vývoji lokality.
Hradby, jež dosahují celkové délky 2770 metrů, uzavírají plochu o rozloze cca 37,5 hektaru, která byla vnitřním opevněním rozdělena na tři části: rozlehlé západní předhradí s rozlohou 13,5 hektaru, centrální část (tzv. akropoli) s rozlohou 23,5 hektaru a menší východní předhradí. Kromě toho bylo na poli západně od oppida zjištěno osídlení identické s osídlením uvnitř hradeb. Vstup do oppida umožňovaly dvě brány, jedna z východní, druhá z jihozápadní strany (přístup ze západní či severozápadní strany není zcela zřetelný), další brána spojovala západní předhradí s centrální částí.
Areál oppida uzavřený hradbami byl souvisle zastavěn nikoli jednotlivými domy, ale dvorci o rozměrech zhruba 50 × 50 m, které byly obehnány ploty či ohradami a odděleny komunikacemi, z nichž některé byly dlážděny (resp. zpevněny). Tento způsob zástavby svědčí o plánovité parcelaci plochy. Identická zástavba byla zachycena i na rovinatém terénu vně západního opevnění. Dvorce patrně byly samostatnými hospodářskými jednotkami a obývaly je zřejmě jednotlivé rodiny či rody; uvnitř jejich ohrazení jsou zachyceny jak velké domy postavené na úrovni terénu, tak polozahloubené menší chaty, sloužící zřejmě jako dílny (doloženo je kovářství, lití barevných i drahých kovů, ražba mincí, výroba jantarových korálků, kostěných a skleněných předmětů atd.), odkryta byla řada ohnišť a dokonce i hrnčířské pece, zjištěno bylo i několik cisteren na dešťovou vodu.

### Opevnění
Opevnění oppida bylo impozantní a v terénu je dosud velmi dobře patrné – v některých místech výškový rozdíl mezi dnem příkopu před hradební zdí a korunou valu činí až 6 metrů. Výzkumem byly zjištěny dvě hlavní stavební fáze hradby – v první byla nad příkopem s bermou vybudována lícní kamenná zeď zpevněná masivními svislými kůly, na něž navazovala armatura z dalších mohutných dřevěných kůlů; prostor mezi touto a zadní zdí, široký asi 4 metry, byl vyplněn hlinitoštěrkovým zásypem, k zadní zdi pak přiléhala rampa. Po určité době trvání byla tato hradba srovnána se zemí a vybudována znovu, širší a posunuta o několik metrů vně. Celková délka opevňovacího systému je více než 2 kilometry a svědčí nejen o umu svých stavitelů, ale i o jejich organizačních schopnostech: při stavbě bylo přemístěno obrovské množství zeminy, na místo dopraven potřebný objem kamene a stavebního dříví (to koneckonců platí i pro stavbu obydlí a dílen) – to vše byly aktivity, které si vyžádaly jistě velké množství pracovních sil, jejichž činnost bylo nutno dobře zorganizovat a zkoordinovat a jež v neposlední řadě bylo nutno zásobovat potravinami.

## Nálezy

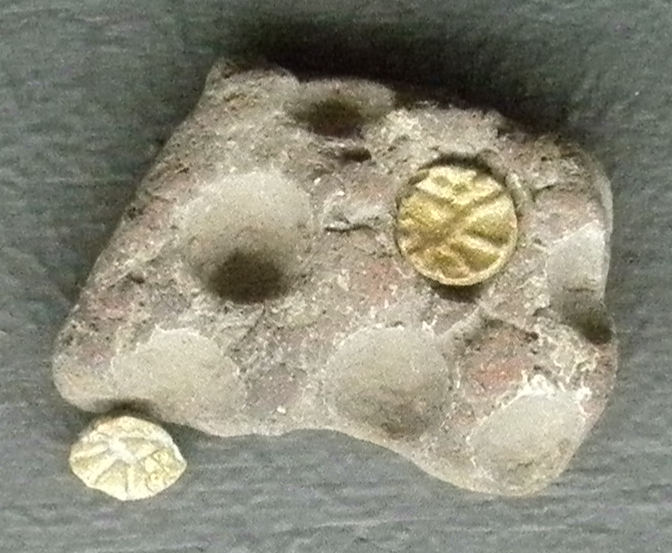
Dvě zlaté mince a mincovní destička z pálené hlíny z lokality Staré Hradisko z mladší doby železné

V průběhu všech těchto výzkumů vydala lokalita velké množství nálezů, které vypovídají o životě jejích obyvatel a o jejich rozmanité činnosti. Především bylo nalezeno velké množství různé keramiky, železné nástroje a kování nejrůznějšího druhu, zbraně, bronzové a železné šperky, zlomky skleněných perel a náramků, nacházejí se drobné zvířecí plastiky, doklady výroby mincí i množství mincí zlatých i stříbrných, množství jantaru (suroviny, polotovarů, odpadu, zmetků i finálních výrobků). Posledně jmenovaný druh nálezů spojuje Staré Hradisko s oblastí Baltu, s oblastí vyspělého středomořského prostředí zase nálezy zlomků bronzových a skleněných nádob či římská republikánská mince.
Celkový charakter jak nálezů, tak i zástavby vykresluje oppidum jako středisko řemesel a obchodu, nepochybně i středisko správní a snad i centrum kultu. Zejména podle souboru více než šesti set železných a bronzových spon můžeme již velmi dobře stanovit časové postavení lokality, které je obdobné jako u ostatních našich oppid. Počátek osídlení Starého Hradiska náleží do stupně LT C2, tedy do doby kolem poloviny 2. století př. n. l., a jeho konec spadá do mladší fáze stupně LT D1 krátce po polovině 1. století př. n. l.; trvání oppida bylo tedy o něco delší než sto let.
I přes méně vhodnou polohu pro zemědělství než v přilehlém regionu Haná se díky nálezu zemědělských nástrojů a archeozoologickým nálezům povedlo prokázat zapojení obyvatel oppida do produkce potravin.

## Fotogalerie

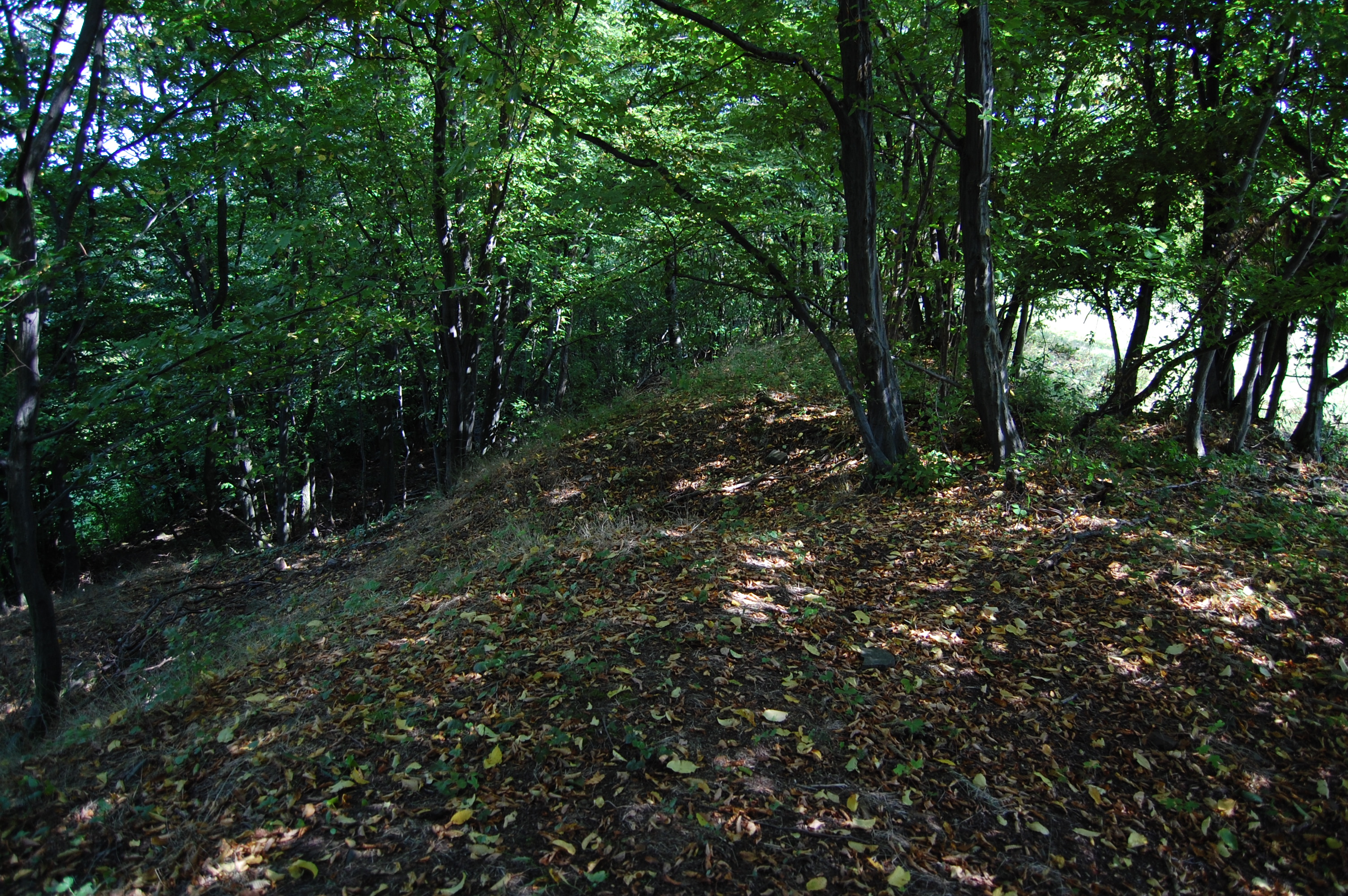
Zbytky valu
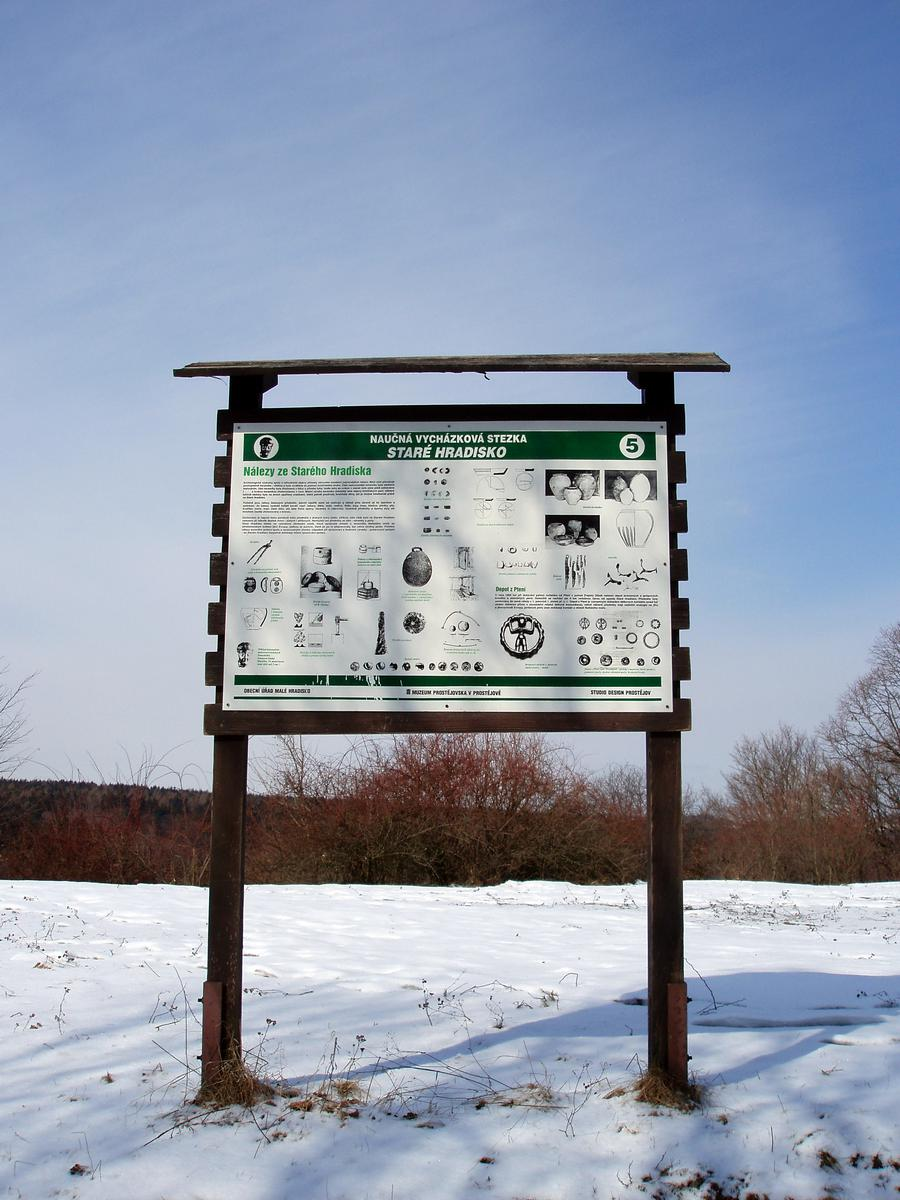
Informační tabule č. 5
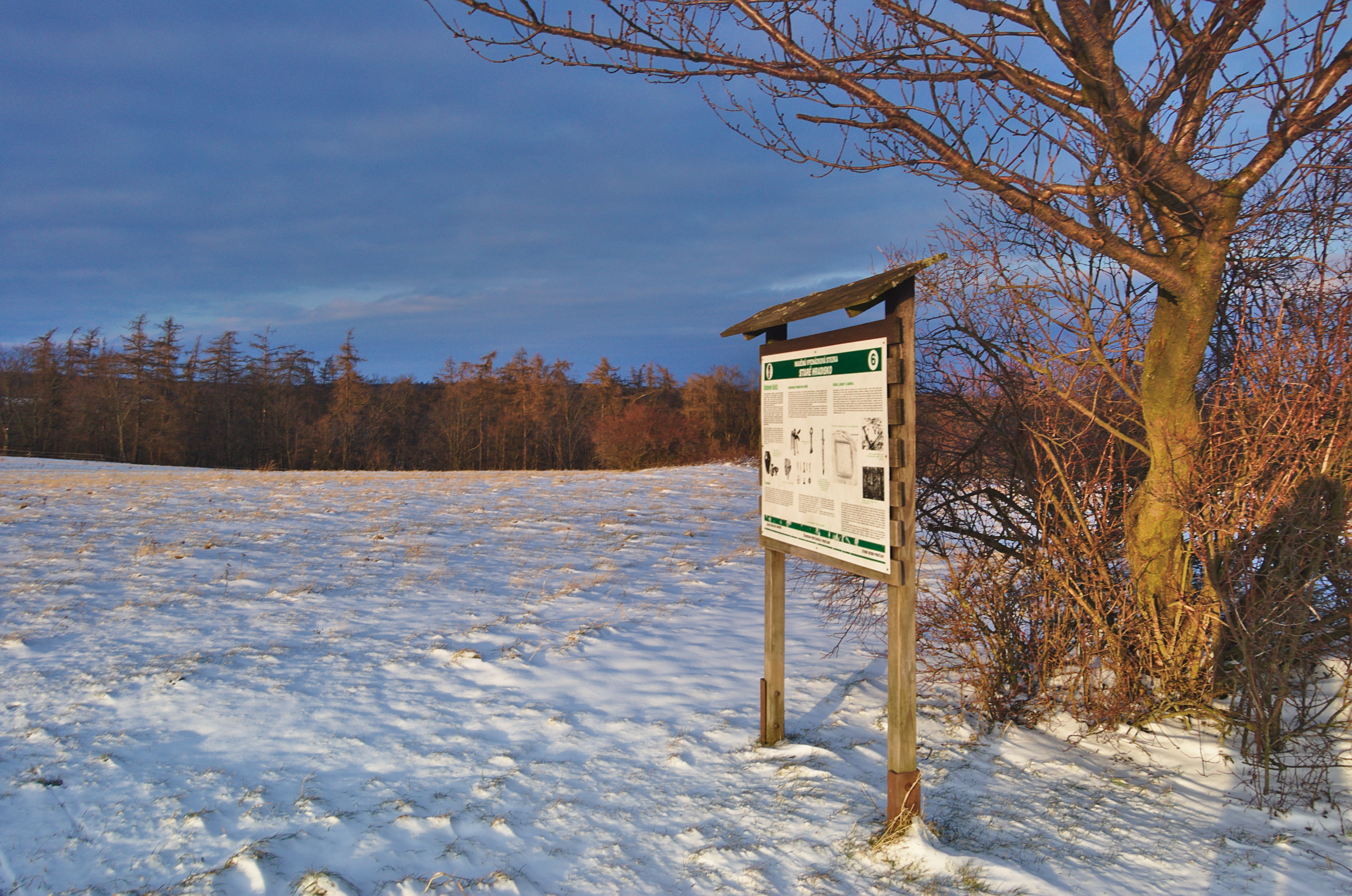
Informační tabule č. 6
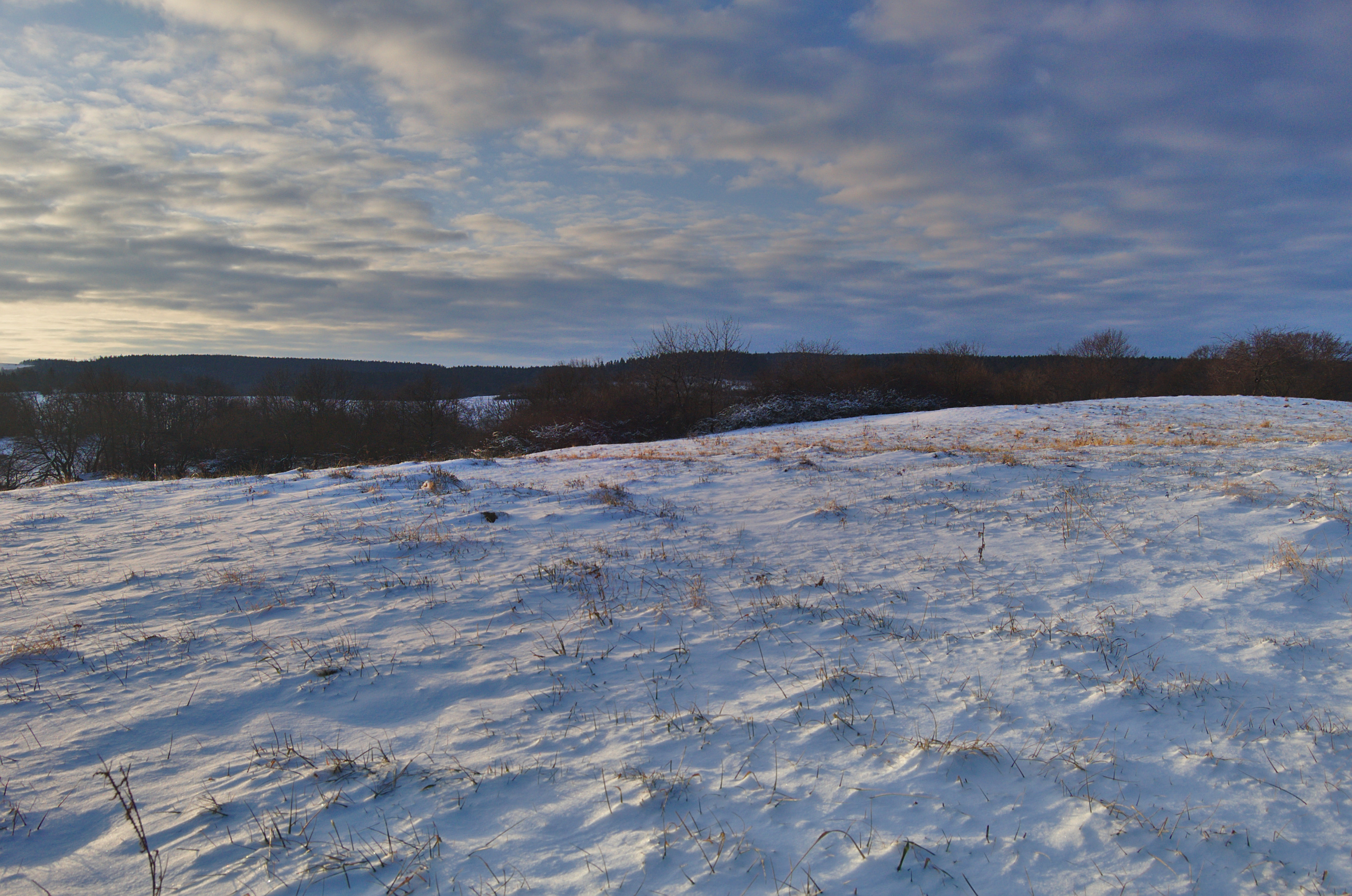
Pohled z oppida
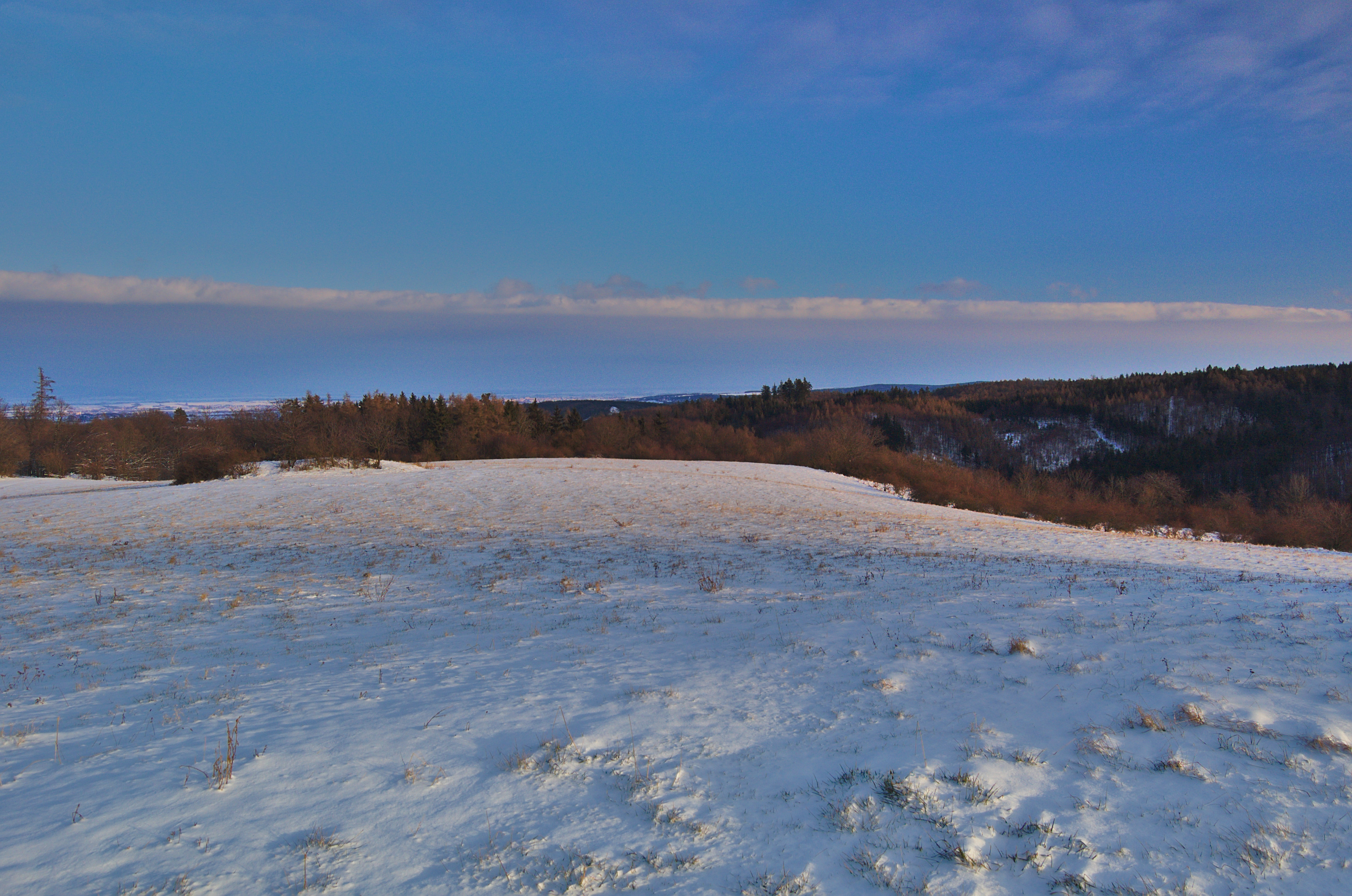
Pohled na východ směr Okluky